# Ferdinand Julius Cohn

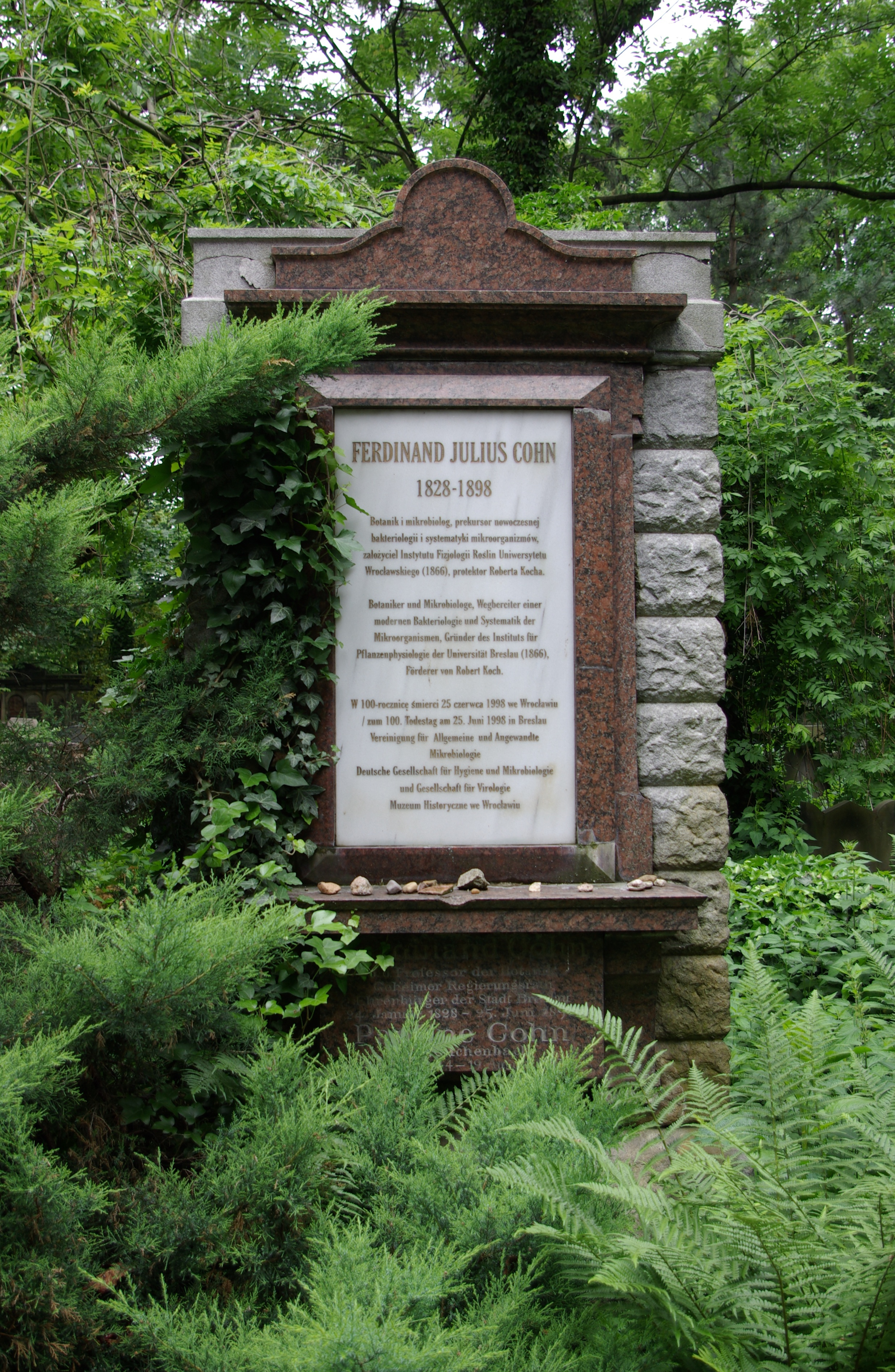
Grobowiec Ferdinanda Juliusa Cohna na Starym Cmentarzu Żydowskim we Wrocławiu

Ferdinand Julius Cohn (ur. 24 stycznia 1828 we Wrocławiu, zm. 25 czerwca 1898 tamże) – niemiecki botanik i mikrobiolog. Razem z Robertem Kochem uznawany jest za jednego z twórców bakteriologii.
W 1847 roku otrzymał dyplom i obronił doktorat z botaniki w wieku 19 lat na Uniwersytecie Fryderyka Wilhelma w Berlinie. W 1850 został mianowany wykładowcą na Uniwersytecie Wrocławskim. W 1859 został tam profesorem nadzwyczajnym, a w 1871 profesorem zwyczajnym botaniki na tym uniwersytecie. W 1866 założył, a w 1872 został dyrektorem Instytutu Fizjologii Roślin na Uniwersytecie Wrocławskim. Był to pierwszy na świecie instytut fizjologii roślin. Opublikował 150 prac. Uniwersytet we Wrocławiu stał się centrum innowacyjności w budowie roślin i mikrobiologii w okresie, kiedy tam pracował.
Jego klasyfikacja bakterii na cztery grupy, w oparciu o kształt, jest używana w nauce po dziś dzień. Pamiętany jest też za to, że jako pierwszy wykazał w 1876 roku, że laseczki bakterii mogą zmienić swój stan (sporulacja), z wegetatywnego do formy endospory, w niekorzystnych dla nich warunków środowiska.
Wraz z architektem krajobrazu Hugo Richterem zaprojektował Park Południowy we Wrocławiu.
W 1885 roku otrzymał Medal Leeuwenhoeka.
Pochowany został na cmentarzu żydowskim przy ul. Ślężnej.

## Wybrane prace
- Zur Naturgeschichte des Protococcus Pluvialis. Bonn, 1851
- Die Menschheit und die Pflanzenwelt. Breslau, 1851
- Der Haushalt der Pflanzen Leipzig, 1854
- Untersuchungen über die Entwicklungsgeschichte der Mikroskopischen Algen und Pilze. Bonn, 1854
- Beiträge zur Biologie der Pflanzen (Schriftenreihe, Breslau, 1870 begründet)
- Neue Untersuchungen über Bakterien. Bonn, 1872-75
- Die Pflanze. Leipzig, 1882